# Златне алге
Златне алге (Chrysophyceae, или Chrysophyta) су група хетероконтних алги, која се одликује великом морфолошком разноврсношћу; овој групи припадају једноћелијске, колонијалне и вишећелијске кончасте алге. Имају широко географско распрострањење и има их у свим водама, али се најчешће налазе у чистим слатким водама умерено континенталне климе.

## Типови грађе
Представници овог раздела се налазе на ризоподијалном, монадоидном, кокоидном, трихалном и хетеротрихалном ступњу организације. Велики број колонијалних врста нема сталан број ћелија у колинији. Кончасте врсте могу бити негранате и гранате.

## Величина
Једноћелијске врсте су, наравно, ситне и њихова величина износи неколико десетина микрометара, али кончасте могу бити дуге око једног дециметра.

## Грађа ћелије[2]
Унутрашња ћелијска организација код свих представника је мање-више иста. У цитоплазми се налази један или два хлоропласта и релативно мало једро. У ламелама хлоропласта налазе се групе од 3-4 тилакоида и код већине представника један савијени периферни тилакоид. Осим хлорофила а & с у хлоропластима се налазе и каротени и ксантофили. У зависности од врсте и количине ових пигмената, боја ових алги може бити зеленожута, златножута, зелена или мрка.
Код најпримитивнијих представника ове групе алги на површини ћелије је танак перипласт и оне немају сталан облик тела. Код других се на површини плазмалеме налази чврст целулозни зид који је понекад слузав. Неке врсте на површини тела имају коколите (наслаге калцијум-карноната различитог облика), а код других се образују унутрашњи силикатни скелети. Код врста на највишем ступњу организације ствара се тзв. панцир око ћелија (од плочица које садрже силицијум) или су оне у „кућици“ кроз чије отворе излазе бичеви или псеудоподије.

## Кретање
Облици који су покретни имају два бича која међусобно могу бити исти или различити по дужини и грађи. Један је често редукован. 

## Размножавање
Вегетативно се размножавају деобом ћелије и фрагментацијом.
Бесполно се размножавају зооспорама и аутоспорама.
Полно се размножавају хологамијом и изогамијом. Том приликом им се не диференцирају посебни органи за размножавање, што упућује да су оне у том погледу на веома ниском нивоу. Као резултат полног процеса стварају се цисте које су способне да преживе неповољне услове. Цисте су по сферичне или елипсоидне и имају силифициран зид из два дела. При клијању ствара се више зооспора са 1-2 бича.

## Начин живота
Највећи број врста припада групи активно покретних планктонских организама, али има и епифита, као и бентосних организама. Већина врста се обилно развија у рано пролеће и касну јесен, када су ниже температуре.

## Значај
У воденим екосистемима, значајни су продуценти органског материјала, а кроз процес фотосинтезе обогаћују воду кисеоником. Важна су карика у ланцу исхране водених животиња. Неке врсте, пак, могу довести до цветања воде.

## Филогенија
Неоспорно је да су златне алге стара група организама и сматра се да су у терцијеру достигле максимум свог развоја. Према својим особинама сличне су силикатним, жутозеленим и мрким алгама, чак се сматра да од њих силикатне алге воде порекло.

## Систематика
Класификација једноћелијских протиста је услед парафилетске природе читаве групе, разнолика. Бројне више-мање монофилетске групе се константно дефинишу, како се добија више података о сродности ових организама. Систематика златних алги, у смислу њихове припадности одређеном таксону и њихове поделе, је нарочито варијабилна од аутора до аутора, и овде је дато неколико погледа на њу.
1.  (2005)
класа Chrysophyceae Pascher, 1914
ред 
ред 
ред 
2. раздео Chrysophyta обухвата следеће класе, према Блаженчић (2000)
класа 
класа 
класа 
класа 
класа 
3. 
раздео 
подраздео Ochrista
инфрараздео Chrysista
класа 
поткласа 
поткласа 
поткласа 
поткласа 
4. 
царство Protista
група ""
раздео 